# Hengst
Hengst (též Kobylí hlava) je zaniklý opevněný objekt na severním výběžku Třemšínského hřebene zvaném Kobylí hlava v nadmořské výšce 757 metrů. Dochoval se z něj val, příkop a základy stavby. Od roku 1965 je chráněn jako kulturní památka.

## Historie
Neznáme žádné písemné prameny, které by se k Hengstu vztahovaly, ani zde nebyly získány žádné archeologické nálezy, podle kterých by bylo možné určit dobu vzniku a zániku objektu. Ve starší literatuře byl Hengst považován za předsunuté opevnění Třemšína, ale vzhledem k jeho vzdálenosti (2,3 km vzdušnou čarou) a obtížnému přístupu je to nepravděpodobné. Jiná možnost je, že lokalita patří mezi horské hrádky a byla vybudována, aby střežila blízkou obchodní stezku. Souviset mohla také s existencí teslínského proboštství Ostrovského kláštera nebo mohla být centrem blíže neznámého malého panství. V okolí byly nalezeny stopy po zaniklých vesnicích, sklářství a dobývání železné rudy.

## Stavební podoba
Hrad je tvořen pahorkem obklopeným valem a širokým příkopem. Během úprav v 19. století byl příkop na třech místech částečně zasypán tak, že vznikly přechody z valu na centrální pahorek. Na severozápadě však opevnění nebylo přibližně v délce devíti metrů dokončeno. Na pahorku stála kamenná stavba, jejíž zřícené zdivo pokrývá značnou část pahorku. V příkopu bylo nalezeno několik otesaných pískovcových kvádrů.
Je možné, že hrad nebyl nikdy dokončen, nebo zde stála starší stavba a dokončeno nebylo pouze dodatečné opevnění.

## Přístup
Místo se nachází v těsném sousedství cesty, po které vede žlutě značená turistická trasa z vrcholu Třemšína k samotě Brdy u silnice I/19.